# Nigel Davies (historien)
Claude Nigel Byam Davies (2 septembre 1920 - 25 septembre 2004) est un anthropologue et historien britannique spécialisé dans l’étude des cultures de l’Amérique précolombienne. Il a publié 12 ouvrages d’érudition sur les sociétés aztèque, inca et toltèque. En dehors de ses travaux universitaires, il sert au cours de la Seconde Guerre mondiale dans les Grenadier Guards, siège peu de temps comme député d’Epping et est directeur général de Windowlite Ltd.

## Biographie
Né en septembre 1920 il est le fils de Claude et de Nellie Davies ; il fait ses études au collège d’Eton, puis à l’Université de Provence et brièvement à l’Université de Potsdam à Berlin avant qu’éclate la Seconde Guerre mondiale. En 1939, il suit des cours au Royal Military College de Sandhurst, obtient son diplôme l’année suivante et est nommé lieutenant dans les Grenadier Guards. Pendant la guerre, il sert au Moyen-Orient, en Italie et dans les Balkans avant de revenir à la vie civile en 1946 une fois la guerre terminée. En 1950 il se présente aux élections générales et remporte pour le Parti conservateur le siège d’Epping qu’il abandonne un an plus tard, refusant de se présenter aux élections générales de 1951 ; la circonscription est remportée par Graeme Bell Finlay, le nouveau candidat conservateur.
Il entre ensuite dans le monde universitaire, obtenant un doctorat en archéologie et faisant des études à l’University College et à l’Universidad Nacional Autónoma de México (UNAM). Toute sa vie, parallèlement à son rôle de directeur général de Windowlite Ltd, il étudie les civilisations anciennes des deux Amériques. Parmi ses œuvres figurent des livres sur la civilisation aztèque, sur les Incas d’Amérique du Sud et en particulier sur les Toltèques, le peuple pré-aztèque du Mexique central. Ses ouvrages sont bien accueillis et sont maintenant des références standard. Resté célibataire il se retire vers la fin de sa vie pour vivre à Tijuana, où il meurt en septembre 2004.

## Travaux
- Los Señoríos Independientes del Imperio Azteca, 1968
- Los Mexicas: primeros pasos hacia el imperio, 1973
- The Aztecs, 1973
- The Toltecs, 1976
- Voyagers to the New World, fact and fantasy, 1979
- The Toltec Heritage, 1980
- Human Sacrifice, 1981
- The Ancient Kingdoms of Mexico, 1983
- The Rampant God, 1984
- The Aztec Empire, 1987
- The Incas, 1995
- The Ancient Kingdoms of Peru, 1997